# Општина Костулени (Јаши)
Костулени (рум. Costuleni) општина је у Румунији у округу Јаши.
Oпштина се налази на надморској висини од 199 m.